# 76628 Kozí Hrádek
(76628) Kozí Hrádek, denumire internațională (76628) Kozi Hradek, este un asteroid din centura principală de asteroizi.

## Descriere
76628 Kozí Hrádek este un asteroid din centura principală de asteroizi. A fost descoperit pe 22 aprilie 2000 la Observatorul Kleť de Jana Tichá și Miloš Tichý. Asteroidul prezintă o orbită caracterizată de o semiaxă mare de 3,10 ua, o excentricitate de 0,04 și o înclinație de 11,4° în raport cu ecliptica.